# NGC 6609
NGC 6609 (другие обозначения — MCG 10-26-25, ZWG 301.21, 7ZW 773, KAZ 190, PGC 61559) — галактика в созвездии Дракон.
Этот объект входит в число перечисленных в оригинальной редакции «Нового общего каталога».